# 苏丹过渡政府
苏丹过渡政府是苏丹武装部队于2025年4月30日建立的政府。
2025年2月10日，苏丹武装部队在近几周于苏丹内战中取得重大进展后，宣布组建过渡政府的计划。2月19日，苏丹过渡主权委员会修改过渡宪法，为新过渡政府的组建铺平道路。2025年4月30日，过渡主权委员会任命达法拉·哈吉·阿里为苏丹过渡政府代理总理。